# Roman Heinz
Roman Heinz (* 20. August 1923 in Feldkirch; † 20. August 1997 ebenda) war ein österreichischer Politiker (SPÖ) und Gewerkschaftssekretär. Er war von 1965 bis 1983 Abgeordneter zum Nationalrat.

## Leben
Heinz absolvierte nach der Volks- und Hauptschule eine kaufmännische Wirtschaftsschule und war in der Folge als kaufmännischer Angestellter tätig. Später wurde er Landessekretär des Österreichischen Gewerkschaftsbundes (ÖGB). Seine politische Karriere begann Heinz 1953 als Bezirksobmann der SPÖ Feldkirch, eine Funktion, die er bis 1966 inne. Zudem war er von 1954 bis 1979 Kammerrat der Kammer für Arbeiter und Angestellte und wurde 1955 zum Gemeinderat in Feldkirch gewählt. 1960 stieg er zum Stadtrat für Bau- und Wohnungswesen auf, wobei er diese Funktion 1965 niederlegte. Heinz zog am 15. März 1965 als Abgeordneter in den Nationalrat ein und wurde 1966 zum Landesparteiobmann der SPÖ Vorarlberg gewählt. Nach seinem Rücktritt als Landesparteiobmann 1976 wurde er noch im selben Jahr zum Ehrenobmann der SPÖ Vorarlberg gewählt. Heinz, der am 18. Mai 1983 aus dem Nationalrat ausschied, war zudem von 1972 bis 1975 Präsident der Sozialistischen Bodensee-Internationalen und ab 1975 deren Vizepräsident.

## Auszeichnungen
- 1975: Großes Goldenes Ehrenzeichen für Verdienste um die Republik Österreich[1]